# جسر ريتشموند (لندن)
جسر ريتشموند هو جسر قوسي حجري من القرن الثامن عشر يقطع نهر التمز عند ريتشموند، ليصل بين النصفين المكونين للندن على هيئتها الحالية. صمم كلا من جيمس بين وكينتون كوس هذا الجسر.

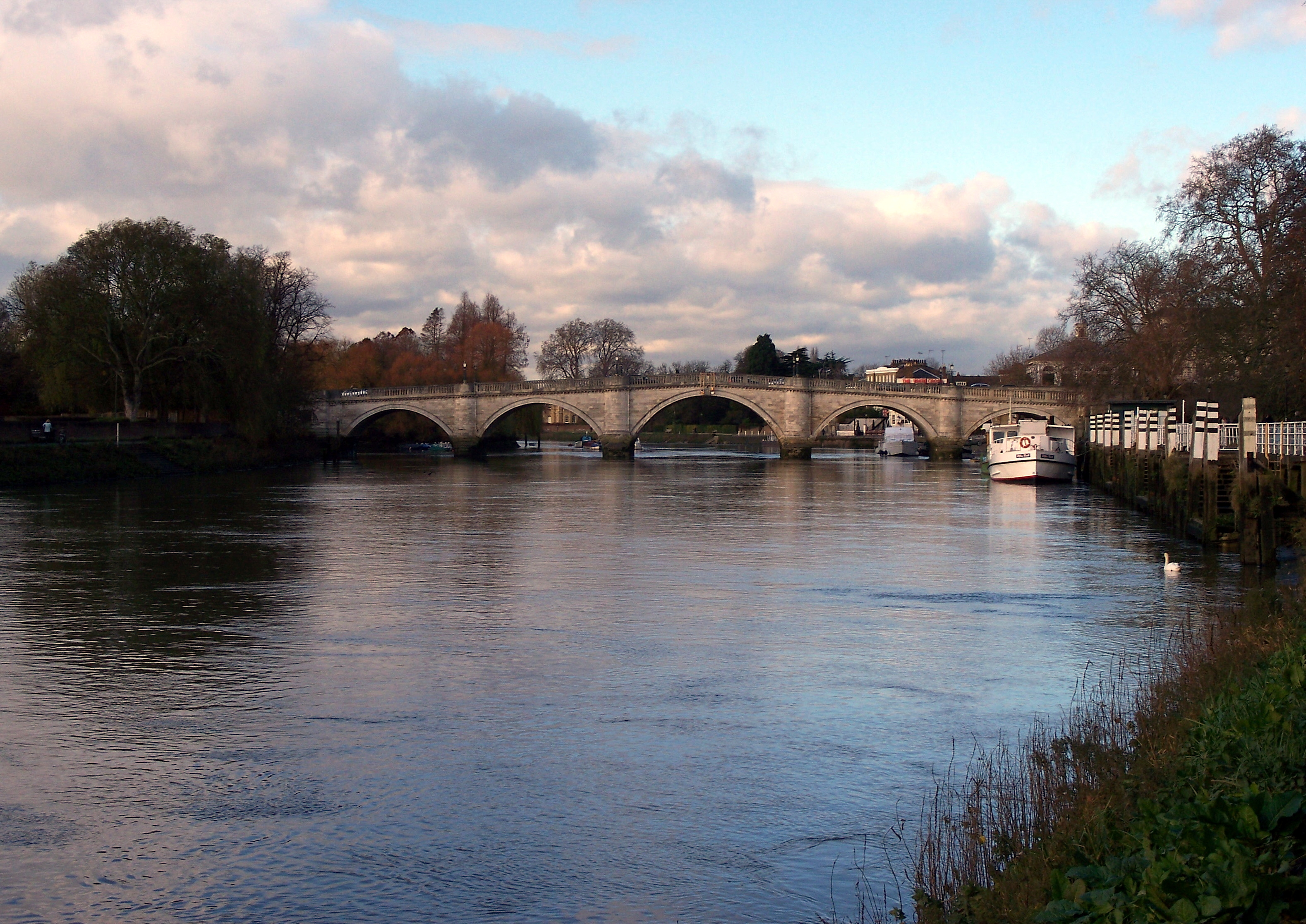
Richmond Bridge

انشأ الجسر، وهو بناء مدرج من الدرجة الأولى بين عامي 1774م و1777م، كبديل للعبور بالمركب التي وصلت بين وسط مدينة ريتشموند في الضفة الشرقية والمنطقة المجاورة تويكنهام في الضفة الغربية.
وقد تم تمويل انشائه سراً عن طريق نظام التأمين التكافلي، ولهذا السبب فرضت رسوم للمرور عليه حتى عام 1859. ونظرا لان النهر يتدفق من الغرب للشرق تحديداً من الجنوب الشرقي إلى الشمال الغربي للندن، فان الضفة الشمالية والجنوبية يشار اليها بضفة «ميدلسيكس» (توكنجهام) وضفة «سورى» (ريتشموند) وفقاً للمدن التاريخية الواقعة على كلتا الضفتين. تم توسيع الجسر وتسويته قليلا في 1937-1940، ولكن على خلاف ذلك لا يزال يحتفظ بشكل التصميم الأصلي. هذا الجسرالثامن الذي تم بناءه على نهر التمز في بريطانيا العظمى، هو الآن أقدم جسر موجود في لندن.

## معلومات أساسية
كانت مدينة شين الصغيرة على ضفة سورى لنهر التمز، 10 أميال (16كم) غرب مدينة لندن أو 16 ميل (26كم) على النهر، مقراً للقصر الملكى منذ 1299. وبعد أن دمرت بسبب حريق عام 1497، بنى هنرى السابع قصرا جديدًا في نفس المكان، وسماه قصر ريتشموند تبعاً للقب التاريخي لايرل ريتشموند، وبذلك عرفت المنطقة الرئيسية من مدينة شين باسم ريتشموند.

## المراجع

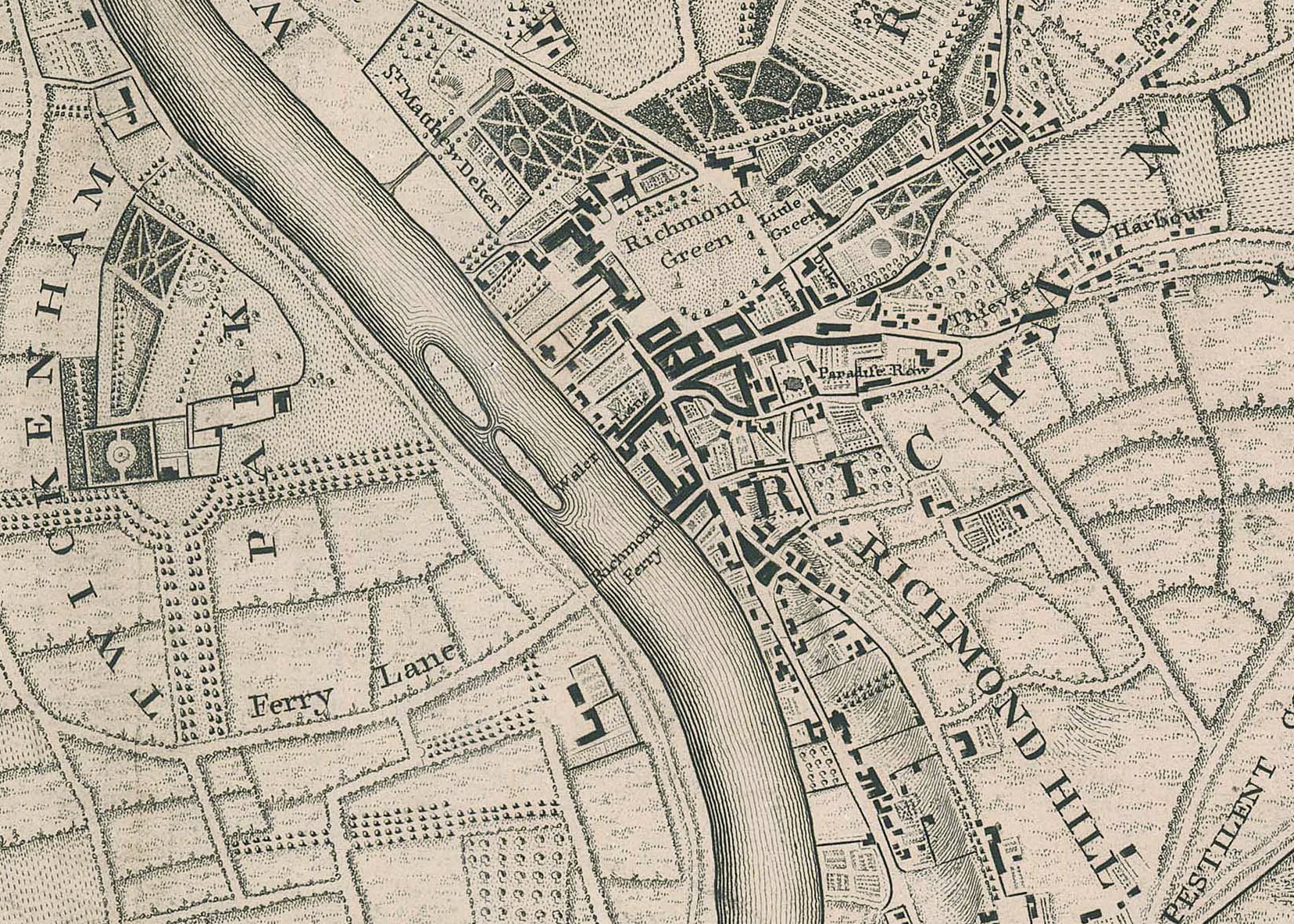
Richmond, Twickenham Park and the route of the Richmond Ferry in 1746